# Usina Solar Cidade Azul
A Usina Solar Cidade Azul é uma usina solar localizada na cidade de Tubarão, em Santa Catarina. Possui uma capacidade instalada de 4 megawatts através de 19.424 painéis fotovoltaicos distribuídos em uma área de dez hectares.
Para a construção da usina foram gastos 30 milhões de reais, em uma parceria da empresa Tractebel Energia com a Universidade Federal de Santa Catarina. A usina foi inaugurada em março de 2014 em caráter experimental, e em agosto do mesmo ano foi conectada ao Sistema Interligado Nacional.